# Partido Villa Gesell
Villa Gesell (hiszp. Partido de Villa Gesell) – jedno z 135 partidos, znajduje się we wschodniej części prowincji Buenos Aires. Siedzibą administracyjną jest Villa Gesell. Partido ma powierzchnię 285 km²,  w 2010 r. zamieszkiwało w nim 31,7 tys. mieszkańców (15 920 mężczyzn i 15 810 kobiet).

## Demografia
Zmiana liczby ludności w latach 1895 – 2010 na podstawie kolejnych spisów ludności.